# Eucatur
A Eucatur - Empresa União Cascavel de Transporte e Turismo é uma empresa brasileira de transporte rodoviário, coletivo urbano, cargas e táxi-aéreo, fundada em 1964 por Assis Gurgacz, no município paranaense de Cascavel, onde mantém sua sede.
A empresa opera diversas linhas de longa distância em quase todo o país, sendo a maior delas a que liga o município catarinense de Criciúma a Porto Velho, em Rondônia, com mais de 3.590 quilômetros.
É uma das pioneiras na ligação Norte-Sul do Brasil, detendo diversos itinerários interligando vários pontos da região, como Rio Branco e Porto Velho, ao resto do país, e também aos países vizinhos Venezuela, Bolívia e Paraguai. A empresa atua no transporte coletivo de Manaus. Hoje, a Eucatur está presente em 14 estados brasileiros e cobre 60% do território nacional.

## Histórico

### Início
Fundada por Assis Gurgacz, vendedor ambulante que investiu no transporte rodoviário de passageiros, no dia 31 de março de 1964, quando Gurgacz adquiriu o carro e a linha que fazia a ligação de Cascavel ao então distrito de Santa Tereza. A compra se deu pela troca de dez alqueires de terra e seis cabeças de gado. A linha, praticamente, não tinha valor, ao contrário do ônibus. Sessenta dias depois, o carro já não suportava a demanda, quando Assis Gurgacz se deslocou para Erechim, no Rio Grande do Sul, com um jipe, que foi dado como entrada na compra de um ônibus F-600, de segunda mão, da Empresa União Erechim (atual Unesul), para fazer a linha Cascavel-Guavirá. Foi nesse momento que surgiu a ideia do nome da empresa, que demonstrava o interesse de seus fundadores em unir a região Oeste do Paraná, prestando serviço pioneiro no transporte de passageiros.
À medida que novas estradas foram abertas, a empresa cresceu e passou a ligar os municípios de Catanduvas, Boa Vista da Aparecida e Capitão Leônidas Marques a Cascavel. Como consequência do progresso na região, a empresa também expandiu e buscou apoio junto à Empresa Sulamericana, que vendeu sete veículos para a Eucatur, de forma parcelada. Na mesma época, o turismo começou se fortalecer e a empresa decidiu abrir fronteiras e percorrer o território brasileiro.

LPO 1113, um dos primeiros novos ônibus da Eucatur (ainda sob o nome União Cascavel).

Em 1970 veio o primeiro ônibus novo, o número 40, modelo Mercedes-Benz LPO 1113, carroceria Incasel Continental II versão super luxo, com 32 lugares. Nesse momento, a Eucatur já atendia também as localidades Guavirá, Alvorada, Braganey, Porto Pichek, Cachoeira, Campo Bonito, Rio da Paz, Catanduvas, Mato Ralo, Ibiracema, Alto Alegre, Três Barras do Paraná e Capitão Leônidas Marques, bem como a ligação Guaraniaçu x Catanduvas e da linha municipal Capanema x Porto Busato.

### Auge
Em 21 de agosto de 1972, Assis Gurgacz iniciou a primeira viagem para o então Território Federal de Rondônia, fazendo da Empresa União Cascavel a primeira a atender uma linha regular de transporte rodoviário de passageiros ligando o Sul ao Norte do país e no princípio, as viagens se davam a cada 60 dias, reduzindo-se para 30 e depois 15 dias, até se tornarem diárias. A agricultura na região sul do Brasil crescia de maneira rápida e a mecanização e a ameaça de desapropriação de terras, devido à construção da Hidrelétrica de Itaipu, levaram os pequenos agricultores  e famílias gaúchas, catarinenses e paranaenses a venderem suas propriedades e a se deslocarem para outras regiões do país, principalmente o Norte e Centro-Oeste do Brasil utilizando os serviços da empresa para o transporte de móveis, materiais de construção, animais domésticos, para o início de uma nova vida, assim, Porto Velho, capital do hoje estado de Rondônia foi a nova rota da empresa. Neste período, um dos melhores sistemas de comunicação em todo o Território era a estrutura de rádio amador que a empresa possuía, dessa forma, os serviços eram usados pela coletividade.
No ano de 1973 a denominação social da empresa foi alterada de Empresa União Cascavel de Transporte Ltda, para EUCATUR - Empresa União Cascavel de Transportes e Turismo Ltda, havendo inclusive um aumento das viagens especiais, de turismo e dos fretamentos e o símbolo da Eucatur, escolhido em 1974, foi as duas cobras de mãos dadas representa a força da União Cascavel na região Oeste Paranaense ligando ao então Território de Rondônia, com o slogan A união dos povos, União Cascavel, a união das cobras.

Monobloco 0362 da Eucatur.

Em março de 1977 a Eucatur oficializou sua filial de transportes e turismo na então Vila de Rondônia (atualmente Ji-Paraná), completando 5 anos de presença no Território. No dia 15 de abril de 1977 foi deferido pelo presidente da Empresa Brasileira de Turismo (EMBRATUR), o certificado de registro da Eucatur como transportadora turística. Em 1980 foram adquiridos vários ônibus Volvo B58B (carroceria Incassel Jumbo) que faziam viagens especiais, turismo e fretamentos para Rondônia,  trocados em seguida por modelos Mercedes-Benz, mais altos e apropriados para as precárias condições da BR-364, que na época não era asfaltada.
Em 1983, a Eucatur passou a atender o Paraná e Rondônia com linhas municipais e intermunicipais, além das interestaduais que ligavam também Mato Grosso do Sul e Mato Grosso e em 12 de maio de 1983, a linha Cascavel-Porto Velho, passou a ser oficial e com mais horários diários, sendo uma das maiores linhas da América do Sul, com 3.160 km.

### Aumento de frota e linhas
Em março de 1984 ocorre uma revolução nos veículos da Eucatur, com grandes modificação na identidade visual dos veículos, com a parte inferior na cor preta, padronizados nos novos ônibus Volvo (carroceria Nielson/Diplomata). Em junho também chegaram novos ônibus MBB O-364 e Volvo Monobloco B58B (carroceria Marcopolo Paradiso, os primeiros da Eucatur e os primeiros ônibus Volvo equipados com terceiro eixo e mais altos com novo visual a rodarem na região amazônica). No dia 12 de setembro ocorre a inauguração do asfalto da BR-364 (Rodovia Marechal Rondon), trecho Cuiabá-Porto Velho. Com isso consequentemente acabaram os problemas com lama e atoleiros. O setor de encomendas acompanhava o crescimento da empresa e se fortalecia com o passar do tempo.

Monoblobo Mercedes-Benz O-364 da Eucatur, já com a cor preta.

 Em janeiro de 1985 é inaugurado  o novo Centro Administrativo da Eucatur em Cascavel, que substituiu a então garagem que servia de sede da empresa.
Em janeiro de 1986 a frota aumenta com os ônibus Volvo B58E (carrocerias Marcopolo Paradiso e Viaggio). Em abril, a Eucatur voltou a operar em caráter extra-oficial uma das maiores linhas de ônibus do Brasil e das Américas: Colatina-Porto Velho, com 3.600 km de extensão e aproximadamente 52 horas de viagem. Em julho, com o desenvolvimento, o progresso, o crescimento e a necessidade de agilidade nos serviços internos a empresa também entra pela primeira vez na era da informação, adquirindo computadores e montando o Centro de Processamento de Dados, em Cascavel. No dia 3 de dezembro aconteceu a inauguração do prolongamento da linha Curitiba-Porto Velho, passando a ser Curitiba-Cascavel/Cascavel-Porto Velho, com 3.640 km, a maior linha de ônibus regular do Brasil até então. Em 1987 a Expresso Maringá, que ainda não era do grupo Constantino, ganhou algumas linhas do DNER, ligando Mato Grosso, Mato Grosso do Sul e também a região Sudeste e Sul do Brasil. Sem condições de operar todas as linhas, as mesmas foram divididas entre EUCATUR e Expresso Maringá, com operação conjunta, sob o nome Viação Integração, que mais tarde veio a se chamar Nova Integração, fazendo parte do grupo EUCATUR, pois a Expresso Maringá abriu mão das linhas, com a Eucatur e Andorinha dando continuidade nas operações.
Em fevereiro de 1988 ocorre mais uma modificação na identidade visual, com a retirada da cor cinza e o preto da saia. No mês de agosto é inaugurada a linha Campo Grande-Florianópolis (1.544 km e duração de 24 horas de viagem). Inicia-se também as operações da empresa Eucatur Táxi Aéreo (especializada no transporte aéreo), contando com aeronaves próprias, fazendo voos principalmente nos Estados do Paraná e de Rondônia.
Em janeiro de 1989 houve a inauguração da linha Boa Vista-Ciudad Bolívar (Venezuela), com 984 km de extensão e quinze horas de viagem. Neste mesmo ano deu início ao transporte urbano na Capital do Amazonas (Manaus), com cerca de 20 veículos. Em agosto a Eucatur adquiriu linhas da Empresa Auto São Cristóvão S/A, da cidade de Criciúma, passando a atender as cidades de São Paulo e Porto Alegre que também recebem os serviços da empresa. Em fevereiro de 1991 ocorre a inauguração da nova garagem em Manaus. Em 9 de julho foram inauguradas mais duas grandes linhas da empresa: Erechim-Ji-Paraná e São Miguel do Oeste-Cuiabá. No mês de agosto chega o primeiro ônibus articulado adquirido pela empresa, um Volvo B58E (carroceria Marcopolo/Torino) para o transporte urbano de Manaus. Em outubro teve mais duas linhas: Criciúma-Porto Velho e Porto Alegre-Porto Velho. Em 1992, comemorando 20 anos da chegada a Rondônia, é acrescentada em dezembro mais uma linha as diversas já possuídas pela empresa: a linha Porto Alegre-Rio Branco (4.200 km e 72 horas de viagem). Em 1993 a empresa colocava em circulação, de uma única vez, 144 ônibus zero-quilômetro para atender o transporte da cidade de Manaus, serviço iniciado ali 4 anos antes, em 1989. Em 1994 a empresa completa 30 anos de fundação, o que abre espaço para mais inovações.

### Modernização e padronização da frota
Em 1995, a cidade de Boa Vista passou a ser atendida com ônibus urbanos da empresa, neste mesmo ano, a empresa adquire ônibus Volvo B10M, (com carroceria Marcopolo Paradiso), com a denominação Amazon Bus, sendo o primeiro veículo equipado com ar condicionado, calefação e geladeira. Logo em seguida surge o Amazon Bus Special e o Amazon Bus 2000.
Em 1998, a Eucatur lança o modelo urbano Amazon Bus para atender a cidade de Manaus e ficou conhecido como “Verdão” pela população, sendo o primeiro ônibus a operar na cidade com ar-condicionado.
Em 1999, foi lançado o modelo Amazon Bus Imigrante, primeiro modelo de ônibus 2 andares (Double Decker). Em 2000, ocorreu a modernização no setor de encomendas, sendo adquiridos mais caminhões para o serviço de coleta e entrega, e a complementação da frota de ônibus, com a aquisição de B10R Volvo com carroceria Marcopolo 1550LD (os primeiros veículos da série B10 com motor traseiro).
Em 2002, a frota foi novamente ampliada, com a aquisição dos chassi MBB O-400, carroceria Marcopolo e no setor urbano houve a renovação de frota com a compra dos chassi MBB OF-1721, além da aquisição de ônibus articulados com ar condicionado para Manaus. Em 2003 entrou em operação a nova garagem da filial de Ji-Paraná, com estrutura e tecnologia de ponta.
Em 2004, a Eucatur completou 40 anos, sendo lançado o livro “Abrindo Caminhos – Os Primeiros 40 Anos da Eucatur” que descreve a história da Eucatur.
Em 2007, ocorre novo consórcio de transporte urbano em Manaus, com isso Eucatur passa a se chamar Transamazônia.
Em 2010 a empresa adquiriu os novos Marcopolo G7 para o transporte rodoviário em seus estados de atuação.
Em 2011 ocorre nova licitação no transporte coletivo de Manaus e a extinta eucatur que já se chamava transamazônia, passar a ser 3 empresas, Rondônia, Integração e Transtol formando, Grupo Eucatur Urbano - Manaus. Tendo a Auto Ônibus Líder de 40% de controle e administração. O Grupo Eucatur, Renovou a sua frota urbana, com modelos Torino 2007, Viale Articulado, Comil Svelto 2008 e Mascarellos Gran Via Midi 2011, chassis Volvo B270F e B12M, Volkswagem 17.230EOD e Mercedez-Benz OF-1722M
Em 2016 a Transtol Transportes Manaus, do Grupo Eucatur, entra em extinção.
Em janeiro de 2017 se tornou a pioneira na operação do novo padrão de ônibus brasileiro, com quinze metros de comprimento, eixo duplo dianteiro e capacidade para 60 pessoas, sendo 48 no piso superior, em classe executiva, e 12 leitos no piso inferior. São 20 unidade do modelo DD 1800, da Marcopolo.

## Infraestrutura
Possui mais de cinco mil funcionários e transporta mais 270 mil passageiros/dia. Sua frota, segundo o site Via Circular, totaliza 535 autocarros sendo 493 da Eucatur, 34 da Viação Nova Integração e 8 da Serra Azul.

### Relações empresariais (Grupo Eucatur)
| Sigla                  | Significado da Sigla                                  |
| ---------------------- | ----------------------------------------------------- |
| Eucatur                | Empresa União Cascavel de Transportes e Turismo Ltda. |
| Aucatur                | Agência União Cascavel de Transportes e Turismo Ltda. |
| Caribe                 | Expresos Caribe de Transportes Rodoviários Ltda.      |
| Transamazônia          | Transportes da Amazônia Ltda.                         |
| Rondônia               | Rondônia Comércio e Extração de Minérios Ltda.        |
| Transtol               | Transportes Coletivos de Toledo Ltda.                 |
| La Paraguaya           | La Paraguaya de Transporte S.R.L Ltda.                |
| Nova Integração        | Viação Nova Integração Ltda.                          |
| Solimões               | Solimões de Passageiros e Cargas Ltda                 |
| Especial               | Associação Atlética Cascavel Ltda.                    |
| Serra Azul Transportes | Serra Azul Transportes Ltda.                          |
| União Macapá           | Empresa União Macapá de Transportes e Turismo Ltda.   |
| Pioneira               | Pioneira de Transporte Coletivo Cascavel Ltda.        |